# 九龍十三鄉

1937年新九龍地界圖的東部，圖中已列出其中十一鄉的名稱（除坪石鄉及坪頂鄉)，當中沙埔鄉位於石鼓壟

九龍十三鄉（簡稱十三鄉），是指香港1960年代以前香港新九龍的十三個規模較大的鄉村，由左至右包括沙埔、衙前圍、竹園（約為今整個黃大仙範圍）、大磡、元嶺、沙地園、坪頂、牛池灣、坪石、牛頭角、晒草灣、茶果嶺和鯉魚門。其中牛頭角、晒草灣、茶果嶺和鯉魚門合稱九龍四山，為昔日用作石礦場的山丘及其附屬的鄉村。
十三鄉實際位置就是指九龍城的賈炳達道以東至鯉魚門一帶的東九龍地區，實際區域為九龍城部份地區、黃大仙和觀塘區，於1968年前為舊香港四區（包括香港島、九龍、新九龍、新界）之一的新九龍地區。後來隨著英屬香港政府將九龍半島、香港島與新界重新分為十區，以及1960年代政府大規模發展新九龍而逐漸被人淡忘。

## 歷史
最晚在宋朝，九龍十三鄉一帶已有人定居。定居的村民把這一帶陸續發展成許多大大小小的原住村落。

### 清拆衝突
在1956至1957年，香港政府為安置於1953年12月24日石硤尾六村及1954年大坑東火災的災民，決定清拆竹園木屋區，以沒有賠償的手段強制性徵收十三鄉中竹園鄉的土地，以用於興建黃大仙徙置區公共屋邨（即日後的黃大仙下邨與上邨）。
村民不願意交出土地，引發了政府與當地村民的官民衝突。在受到香港政府無理強徵土地的情況下，九龍十三鄉中的牛池灣鄉、竹園鄉、衙前圍、大磡鄉、元嶺鄉、沙地園鄉、坪頂鄉、牛頭角鄉、沙埔鄉和坪石鄉各鄉長聯合起來，組成「九龍十鄉聯合支援竹園村民會」，並發起對抗政府的抗爭行動。

### 政府介入
其後，十三鄉中另外三鄉—茜草灣鄉、茶果嶺鄉和鯉魚門鄉亦相繼響應加入組織，事件最終引起了中英兩國政府的關注。及後，在當時已由中國共產黨執政的中華人民共和國外交部於7月24日及9月10日的連續發出兩次照會強烈譴責英國政府，責成英國政府停止清拆行動以及作出賠償，加上當時英國國會議員向香港政府的斡旋下，最後以香港政府讓步下衝突才得以平息。
於是次衝突事件中，九龍十三鄉各鄉組成九龍十三鄉委員會，即日後的東九龍居民委員會。

### 收地賠償
而在1965年，牛頭角鄉（或稱牛頭角村）清拆，村長繆其安接受政府收地賠償建議，說服了大部份村民接受賠償和安置，棄村搬至新建成的徙置區油塘灣邨（今油塘邨）。後來，該村長成為了觀塘街坊會的一位管理成員。此事從此亦成為政府的範例，使日後處理不同鄉村的清拆，居民都失去了討價還價，以地換地的依據。
值得留意的是，九龍十三鄉位於新九龍，根據《香港法例》第1章釋義及通則條例附表5而言位處新界，但該些村內的原居民並不符合新界原居民資格，不可按新界小型屋宇政策申請興建丁屋。

### 收地再提上議程
自從2001年大磡村被清拆後，政府再沒有大規模拆卸九龍寮屋區的計劃。直到2019年，政府於施政報告中宣佈，將會全面拆卸九龍十三鄉當中的牛池灣、茶果嶺和竹園聯合鄉，以提供土地興建公營房屋。屆時，九龍十三鄉將只剩下鯉魚門鄉。

## 現在的十三鄉

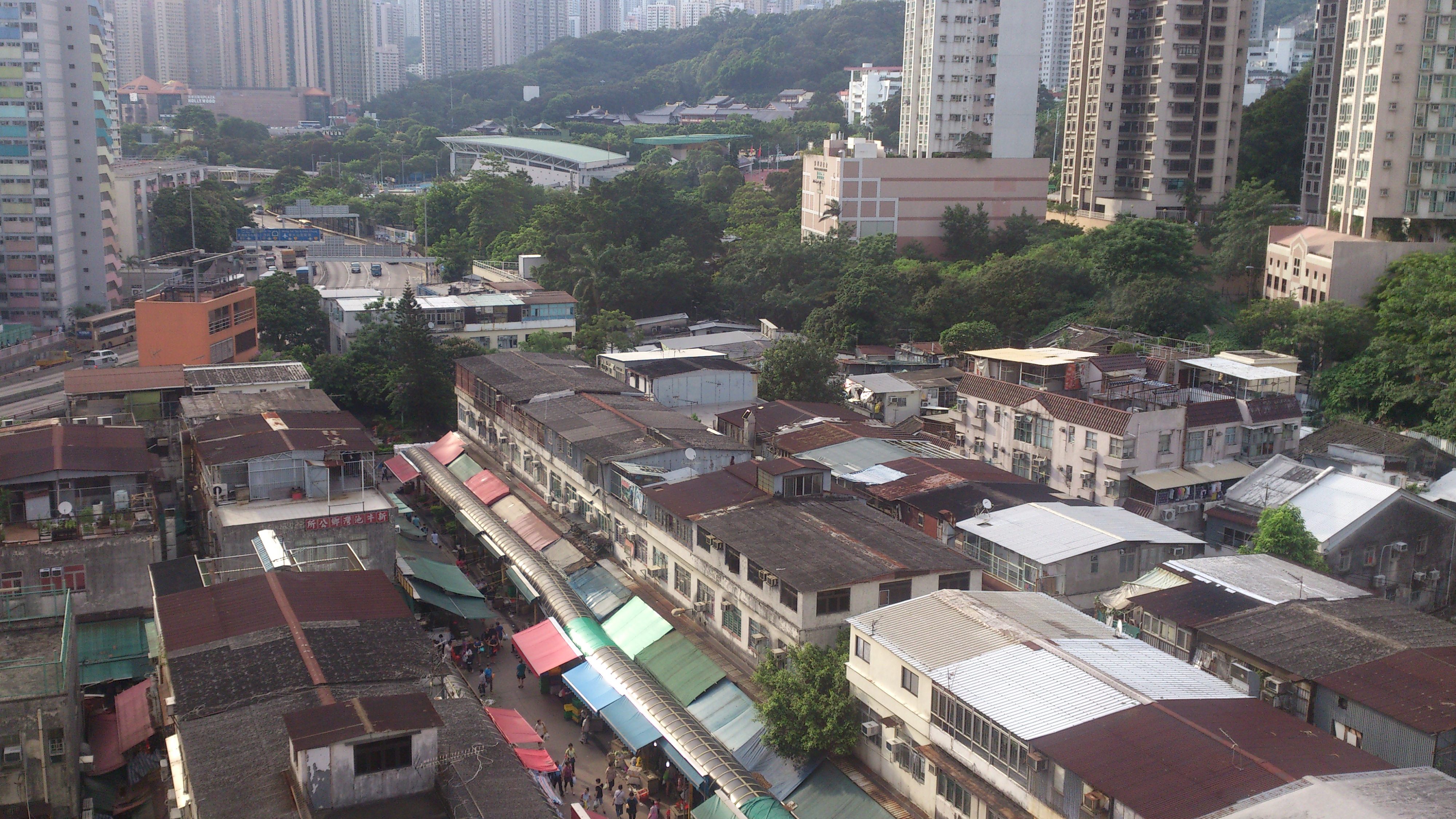
牛池灣鄉剩餘的鄉村範圍

| - 沙埔鄉：石鼓壟道遊樂場 - 衙前圍：正面臨清拆重建 - 竹園鄉：天馬苑、竹園北邨到黃大仙下邨以及鳳凰新村一帶 - 大磡鄉：啟鑽苑、啟翔苑及港鐵屯馬綫鑽石山站 - 元嶺鄉：志蓮淨苑及南蓮園池 - 沙地園鄉：采頤花園及彩虹邨 - 坪頂鄉：威豪花園、斧山道游泳池一帶 | - 牛池灣鄉：牛池灣村 - 坪石鄉：坪石邨 - 牛頭角鄉：定安街一帶及牛頭角下邨 - 茜草灣鄉：麗港城及匯景花園 - 茶果嶺鄉：茶果嶺村及東區海底隧道九龍入口 - 鯉魚門鄉：三家村、馬環村等村落組成的鯉魚門村 |

## 外部連結
- 東九龍居民委員會 （页面存档备份，存于）
- 萬興之友：坐言集—各區景點-黃大仙 （页面存档备份，存于）